# Seria GP2 – Silverstone 2011
Runda GP2 na torze Silverstone – piąta runda mistrzostw serii GP2 w sezonie 2011.

## Wyniki

### Główny wyścig

#### Wyścig
Źródło: Wyprzedź Mnie!
| P                 | + / –     | Nr | Kierowca            | Konstruktor             | Okr. | Czas / Strata | Komentarz       |
| ----------------- | --------- | -- | ------------------- | ----------------------- | ---- | ------------- | --------------- |
| 1                 | Bez zmian | 5  | Jules Bianchi       | Lotus ART               | 29   | 58:40,010     |                 |
| 2                 | 2         | 8  | Christian Vietoris  | Racing Engineering      | 29   | +0:04,177     |                 |
| 3                 | 4         | 10 | Marcus Ericsson     | iSport International    | 29   | +0:04,935     |                 |
| 4                 | 1         | 11 | Romain Grosjean     | DAMS                    | 29   | +0:05,627     |                 |
| 5                 | 4         | 9  | Sam Bird            | iSport International    | 29   | +0:11,424     |                 |
| 6                 | 1         | 7  | Dani Clos           | Racing Engineering      | 29   | +0:23,293     |                 |
| 7                 | 14        | 21 | Stefano Coletti     | Trident Racing          | 29   | +0:31,959     |                 |
| 8                 | 11        | 4  | Giedo van der Garde | Barwa Addax Team        | 29   | +0:33,711     |                 |
| 9                 | 7         | 25 | Álvaro Parente      | Carlin                  | 29   | +0:34,394     |                 |
| 10                | 2         | 6  | Esteban Gutiérrez   | Lotus ART               | 29   | +0:41,761     |                 |
| 11                | 1         | 3  | Charles Pic         | Barwa Addax Team        | 29   | +0:41,971     |                 |
| 12                | 1         | 23 | Johnny Cecotto Jr.  | Ocean Racing Technology | 29   | +0:46,881     |                 |
| 13                | 4         | 17 | Luca Filippi        | Super Nova Racing       | 29   | +0:47,848     |                 |
| 14                | 1         | 27 | Davide Valsecchi    | Caterham Team Air Asia  | 29   | +0:49,612     |                 |
| 15                | 10        | 1  | Fabio Leimer        | Rapax Team              | 29   | +0:50,717     |                 |
| 16                | Bez zmian | 12 | Pål Varhaug         | DAMS                    | 29   | +0:56,960     |                 |
| 17                | 3         | 26 | Luiz Razia          | Caterham Team Air Asia  | 29   | +0:58,332     |                 |
| 18                | 5         | 20 | Rodolfo González    | Trident Racing          | 29   | +1:05,327     |                 |
| 19                | 1         | 19 | Kevin Ceccon        | Scuderia Coloni         | 29   | +1:06,251     |                 |
| 20                | 8         | 15 | Jolyon Palmer       | Arden International     | 29   | +1:11,163     |                 |
| 21                | 3         | 16 | Fairuz Fauzy        | Super Nova Racing       | 29   | +1:20,989     |                 |
| 22                | 7         | 2  | Julián Leal         | Rapax Team              | 29   | +1:26,252     |                 |
| 23                | 1         | 14 | Josef Král          | Arden International     | 29   | +1:33,465     |                 |
| 24                | 10        | 18 | Michael Herck       | Scuderia Coloni         | 29   | +1 okr.       |                 |
| Niesklasyfikowani |           |    |                     |                         |      |               |                 |
|                   |           | 24 | Max Chilton         | Carlin                  | 14   |               |                 |
|                   |           | 22 | Kevin Mirocha       | Ocean Racing Technology |      |               | nie wystartował |
| P                 | + / –     | Nr | Kierowca            | Konstruktor             | Okr. | Czas / Strata | Komentarz       |

#### Najszybsze okrążenie
| Nr | Kierowca        | Konstruktor | Czas     | Okr. |
| -- | --------------- | ----------- | -------- | ---- |
| 11 | Romain Grosjean | DAMS        | 1:43,274 | 27   |

### Sprint

#### Wyścig
Źródło: Wyprzedź Mnie!
| P                 | + / –     | Nr | Kierowca            | Konstruktor             | Okr. | Czas / Strata | Komentarz       |
| ----------------- | --------- | -- | ------------------- | ----------------------- | ---- | ------------- | --------------- |
| 1                 | 4         | 11 | Romain Grosjean     | DAMS                    | 21   | 36:42,650     |                 |
| 2                 | 1         | 7  | Dani Clos           | Racing Engineering      | 21   | +0:07,019     |                 |
| 3                 | 2         | 4  | Giedo van der Garde | Barwa Addax Team        | 21   | +0:07,760     |                 |
| 4                 | 2         | 10 | Marcus Ericsson     | iSport International    | 21   | +0:08,433     |                 |
| 5                 | 3         | 5  | Jules Bianchi       | Lotus ART               | 21   | +0:09,427     |                 |
| 6                 | 2         | 9  | Sam Bird            | iSport International    | 21   | +0:12,924     |                 |
| 7                 | Bez zmian | 8  | Christian Vietoris  | Racing Engineering      | 21   | +0:20,853     |                 |
| 8                 | 2         | 6  | Esteban Gutiérrez   | Lotus ART               | 21   | +0:21,888     |                 |
| 9                 | Bez zmian | 25 | Álvaro Parente      | Carlin                  | 21   | +0:22,128     |                 |
| 10                | 1         | 3  | Charles Pic         | Barwa Addax Team        | 21   | +0:23,154     |                 |
| 11                | 4         | 1  | Fabio Leimer        | Rapax Team              | 21   | +0:23,296     |                 |
| 12                | 1         | 17 | Luca Filippi        | Super Nova Racing       | 21   | +0:23,624     |                 |
| 13                | 5         | 20 | Rodolfo González    | Trident Racing          | 21   | +0:31,357     |                 |
| 14                | 3         | 26 | Luiz Razia          | Caterham Team Air Asia  | 21   | +0:32,330     |                 |
| 15                | 6         | 16 | Fairuz Fauzy        | Super Nova Racing       | 21   | +0:32,780     |                 |
| 16                | 4         | 15 | Jolyon Palmer       | Arden International     | 21   | +0:33,447     |                 |
| 17                | 3         | 27 | Davide Valsecchi    | Caterham Team Air Asia  | 21   | +0:34,778     |                 |
| 18                | 6         | 18 | Michael Herck       | Scuderia Coloni         | 21   | +0:38,139     |                 |
| 19                | 6         | 24 | Max Chilton         | Carlin                  | 21   | +0:39,168     |                 |
| 20                | 3         | 14 | Josef Král          | Arden International     | 21   | +0:40,754     |                 |
| 21                | 1         | 2  | Julián Leal         | Rapax Team              | 21   | +1:25,700     |                 |
| 22                | 20        | 21 | Stefano Coletti     | Trident Racing          | 20   | +1 okr.       |                 |
| 23                | 7         | 12 | Pål Varhaug         | DAMS                    | 20   | +1 okr.       |                 |
| Niesklasyfikowani |           |    |                     |                         |      |               |                 |
|                   |           | 23 | Johnny Cecotto Jr.  | Ocean Racing Technology | 11   |               |                 |
|                   |           | 19 | Kevin Ceccon        | Scuderia Coloni         | 7    |               |                 |
|                   |           | 22 | Kevin Mirocha       | Ocean Racing Technology |      |               | nie wystartował |
| P                 | + / –     | Nr | Kierowca            | Konstruktor             | Okr. | Czas / Strata | Komentarz       |

#### Najszybsze okrążenie
| Nr | Kierowca        | Konstruktor    | Czas     | Okr. |
| -- | --------------- | -------------- | -------- | ---- |
| 21 | Stefano Coletti | Trident Racing | 1:43,262 | 12   |

#### Premia za najszybsze okrążenie w TOP 10
| Nr | Kierowca        | Konstruktor | Czas     | Okr. |
| -- | --------------- | ----------- | -------- | ---- |
| 11 | Romain Grosjean | DAMS        | 1:43,919 | 17   |

### Lista startowa
| Team                    | Nr | Kierowca            |
| ----------------------- | -- | ------------------- |
| Rapax Team              | 1  | Fabio Leimer        |
| Rapax Team              | 2  | Julián Leal         |
| Barwa Addax Team        | 3  | Charles Pic         |
| Barwa Addax Team        | 4  | Giedo van der Garde |
| Lotus ART               | 5  | Jules Bianchi       |
| Lotus ART               | 6  | Esteban Gutiérrez   |
| Racing Engineering      | 7  | Dani Clos           |
| Racing Engineering      | 8  | Christian Vietoris  |
| iSport International    | 9  | Sam Bird            |
| iSport International    | 10 | Marcus Ericsson     |
| DAMS                    | 11 | Romain Grosjean     |
| DAMS                    | 12 | Pål Varhaug         |
| Arden International     | 14 | Josef Král          |
| Arden International     | 15 | Jolyon Palmer       |
| Super Nova Racing       | 16 | Fairuz Fauzy        |
| Super Nova Racing       | 17 | Luca Filippi        |
| Scuderia Coloni         | 18 | Michael Herck       |
| Scuderia Coloni         | 19 | Kevin Ceccon        |
| Trident Racing          | 20 | Rodolfo González    |
| Trident Racing          | 21 | Stefano Coletti     |
| Ocean Racing Technology | 22 | Kevin Mirocha       |
| Ocean Racing Technology | 23 | Johnny Cecotto Jr.  |
| Carlin                  | 24 | Max Chilton         |
| Carlin                  | 25 | Álvaro Parente      |
| Caterham Team Air Asia  | 26 | Luiz Razia          |
| Caterham Team Air Asia  | 27 | Davide Valsecchi    |